# Danh sách cầu thủ tham dự giải vô địch bóng đá U-19 châu Âu 2007
Các cầu thủ sinh trong hoặc sau ngày 1 tháng 1 năm 1988 được phép tham gia giải đấu. Tuổi của cầu thủ được tính đến ngày 16 tháng 7 năm 2007 – ngày khai mạc giải đấu. Các cầu thủ in đậm từng thi đấu cho đội tuyển quốc gia.

## Bảng A

### Áo
Huấn luyện viên:  Hermann Stadler
| Số | Vt | Cầu thủ               | Ngày sinh (tuổi)            | Số trận | Câu lạc bộ        |
| -- | -- | --------------------- | --------------------------- | ------- | ----------------- |
| 1  | TM | David Schartner       | 6 tháng 4, 1987 (20 tuổi)   |         | Seekirchen        |
| 2  | HV | Georg Margreitter     | 10 tháng 2, 1987 (20 tuổi)  |         | LASK Linz         |
| 3  | HV | Rene Seebacher        | 6 tháng 1, 1987 (20 tuổi)   |         | Kärnten           |
| 4  | TV | Dominic Purcher       | 21 tháng 6, 1987 (20 tuổi)  |         | Sturm Graz        |
| 5  | HV | Christian Ramsebner   | 21 tháng 3, 1988 (19 tuổi)  |         | Austria Wien      |
| 6  | TV | Julian Baumgartlinger | 16 tháng 4, 1987 (20 tuổi)  |         | 1860 München      |
| 7  | TV | Haris Bukva           | 2 tháng 11, 1987 (19 tuổi)  |         | Áo Kärnten        |
| 8  | TĐ | Daniel Beichler       | 13 tháng 10, 1988 (18 tuổi) |         | Sturm Graz        |
| 9  | TĐ | Marc Sand             | 14 tháng 4, 1987 (20 tuổi)  |         | VfL Bochum        |
| 10 | TĐ | Christoph Mattes      | 16 tháng 4, 1987 (20 tuổi)  |         | Heerenveen        |
| 11 | HV | Manuel Salomon        | 9 tháng 7, 1987 (20 tuổi)   |         | Lustenau          |
| 12 | TĐ | Rubin Okotie          | 6 tháng 6, 1987 (20 tuổi)   |         | Austria Wien      |
| 13 | TV | Thomas Hinum          | 24 tháng 7, 1987 (19 tuổi)  |         | Áo Kärnten        |
| 14 | HV | Michael Glauninger    | 18 tháng 1, 1987 (20 tuổi)  |         | Grazer AK         |
| 15 | TV | Clemens Walch         | 10 tháng 7, 1987 (20 tuổi)  |         | Red Bull Salzburg |
| 16 | TV | Peter Hackmair        | 6 tháng 6, 1987 (20 tuổi)   |         | Ried              |
| 17 | TĐ | Marko Arnautović      | 18 tháng 6, 1987 (20 tuổi)  |         | Twente            |
| 18 | TM | Michael Zaglmair      | 7 tháng 12, 1987 (19 tuổi)  |         | LASK Linz         |

### Hy Lạp
Huấn luyện viên:  Nikos Nioplias
| Số | Vt | Cầu thủ                   | Ngày sinh (tuổi)           | Số trận | Câu lạc bộ    |
| -- | -- | ------------------------- | -------------------------- | ------- | ------------- |
| 1  | TM | Ilias Vouras              | 20 tháng 2, 1988 (19 tuổi) |         | Kerkyra       |
| 2  | HV | Michalis Boukouvalas      | 14 tháng 1, 1988 (19 tuổi) |         | AEL           |
| 3  | HV | Vassilios Apostolopoulos  | 13 tháng 8, 1988 (18 tuổi) |         | Atromitos     |
| 4  | HV | Sokratis Papastathopoulos | 9 tháng 6, 1988 (19 tuổi)  |         | AEK Athens    |
| 5  | HV | Manolis Moniakis          | 9 tháng 11, 1988 (19 tuổi) |         | OFI Crete     |
| 6  | TV | Georgios Siakkas          | 23 tháng 3, 1988 (19 tuổi) |         | Panserraikos  |
| 7  | HV | Sotiris Ninis             | 3 tháng 4, 1990 (17 tuổi)  |         | Panathinaikos |
| 8  | HV | Georgios Ioannidis        | 4 tháng 5, 1988 (19 tuổi)  |         | Iraklis       |
| 9  | TĐ | Athanasios Papazoglou     | 30 tháng 3, 1988 (19 tuổi) |         | Aris          |
| 10 | TV | Andreas Lampropoulos      | 30 tháng 7, 1988 (19 tuổi) |         | AEL           |
| 11 | TĐ | Kostantinos Mitroglou     | 12 tháng 3, 1988 (19 tuổi) |         | Olympiacos    |
| 12 | TM | Kiriakos Stratilatis      | 6 tháng 4, 1988 (18 tuổi)  |         | Aris          |
| 13 | TV | Vasilios Koutsianikoulis  | 24 tháng 7, 1988 (19 tuổi) |         | Ergotelis     |
| 14 | TV | Vasileios Pliatsikas      | 18 tháng 1, 1988 (19 tuổi) |         | AEK Athens    |
| 15 | HV | Anastasios Papazoglou     | 10 tháng 7, 1988 (19 tuổi) |         | Panserraikos  |
| 16 | TV | Giannis Papadopoulos      | 9 tháng 3, 1989 (18 tuổi)  |         | Iraklis       |
| 17 | TĐ | Elini Dimoutsos           | 18 tháng 8, 1988 (18 tuổi) |         | Panathinaikos |
| 18 | HV | Dimitris Siovas           | 16 tháng 9, 1988 (19 tuổi) |         | Panionios     |

### Bồ Đào Nha
Huấn luyện viên:  Edgar Borges
| Số | Vt | Cầu thủ         | Ngày sinh (tuổi)            | Số trận | Câu lạc bộ          |
| -- | -- | --------------- | --------------------------- | ------- | ------------------- |
| 1  | TM | Hugo Ventura    | 14 tháng 1, 1988 (19 tuổi)  |         | Porto               |
| 2  | HV | Luís Portela    | 28 tháng 1, 1988 (19 tuổi)  |         | Vitória Setúbal     |
| 3  | HV | Bura            | 17 tháng 12, 1988 (18 tuổi) |         | Ribeirão            |
| 4  | HV | Daniel Carriço  | 4 tháng 8, 1988 (18 tuổi)   |         | Estrela da Amadora  |
| 5  | HV | Rúben Lima      | 3 tháng 10, 1989 (17 tuổi)  |         | Desportivo das Aves |
| 6  | TV | João Martins    | 30 tháng 6, 1988 (19 tuổi)  |         | Olhanense           |
| 7  | TĐ | Ukra            | 16 tháng 3, 1988 (19 tuổi)  |         | Porto               |
| 8  | TV | André Castro    | 2 tháng 4, 1988 (19 tuổi)   |         | Porto               |
| 9  | TĐ | Daniel Candeias | 23 tháng 2, 1988 (19 tuổi)  |         | Varzim              |
| 10 | TV | Fábio Paím      | 15 tháng 2, 1988 (19 tuổi)  |         | Sporting CP         |
| 11 | TĐ | João Gonçalves  | 18 tháng 1, 1988 (19 tuổi)  |         | Olivais e Moscavide |
| 12 | TM | Marco Pinto     | 22 tháng 3, 1988 (19 tuổi)  |         | Belenenses          |
| 13 | TV | Stélvio Cruz    | 24 tháng 1, 1989 (18 tuổi)  |         | Sporting de Braga   |
| 14 | TĐ | Ivan Santos     | 22 tháng 9, 1988 (18 tuổi)  |         | Boavista            |
| 15 | HV | Tiago Pinto     | 1 tháng 2, 1988 (19 tuổi)   |         | Olivais e Moscavide |
| 16 | TV | Romeu Ribeiro   | 1 tháng 9, 1989 (17 tuổi)   |         | Benfica             |
| 17 | TĐ | Orlando Sá      | 26 tháng 5, 1988 (19 tuổi)  |         | Braga               |
| 18 | HV | Yago Fernández  | 5 tháng 1, 1988 (19 tuổi)   |         | Valencia Mestalla   |

### Tây Ban Nha
Huấn luyện viên:  Juan Santisteban
| Số | Vt | Cầu thủ           | Ngày sinh (tuổi)           | Số trận | Câu lạc bộ           |
| -- | -- | ----------------- | -------------------------- | ------- | -------------------- |
| 1  | TM | Felipe Ramos      | 1 tháng 10, 1988 (18 tuổi) |         | Real Madrid Castilla |
| 2  | HV | Víctor Díaz       | 12 tháng 6, 1988 (19 tuổi) |         | Sevilla Atlético     |
| 3  | HV | Javi Cantero      | 22 tháng 1, 1988 (19 tuổi) |         | Barcelona B          |
| 4  | TV | Javier Modrego    | 19 tháng 1, 1988 (19 tuổi) |         | Real Madrid Castilla |
| 5  | HV | Ion Echaide       | 5 tháng 1, 1988 (19 tuổi)  |         | Osasuna              |
| 6  | TV | Ángel Montoro     | 25 tháng 6, 1988 (19 tuổi) |         | Valencia             |
| 7  | HV | César Azpilicueta | 28 tháng 8, 1989 (17 tuổi) |         | Osasuna              |
| 8  | HV | Javi Martínez (c) | 2 tháng 9, 1988 (18 tuổi)  |         | Athletic Bilbao      |
| 9  | TĐ | Emilio Nsue       | 30 tháng 9, 1989 (17 tuổi) |         | Mallorca             |
| 10 | TV | Aarón             | 26 tháng 4, 1989 (18 tuổi) |         | Xerez                |
| 11 | TĐ | Carles Coto       | 11 tháng 2, 1988 (19 tuổi) |         | Mouscron             |
| 12 | HV | Pablo Gil         | 8 tháng 10, 1988 (18 tuổi) |         | Albacete             |
| 13 | TM | Sergio Asenjo     | 28 tháng 6, 1989 (18 tuổi) |         | Real Valladolid      |
| 14 | HV | Mikel San José    | 16 tháng 5, 1989 (18 tuổi) |         | Athletic Bilbao      |
| 15 | TV | Dani Parejo       | 16 tháng 4, 1989 (18 tuổi) |         | Real Madrid Castilla |
| 16 | TĐ | Carlos Martínez   | 29 tháng 3, 1988 (19 tuổi) |         | Albacete             |
| 17 | TV | José Zamora       | 20 tháng 8, 1988 (18 tuổi) |         | Eibar                |
| 18 | TĐ | Jesús Berrocal    | 5 tháng 2, 1988 (19 tuổi)  |         | Real Madrid Castilla |
| 19 | TM | Isaac Becerra     | 18 tháng 6, 1988 (19 tuổi) |         | Espanyol             |

- Only 19 Cầu thủ Tây Ban Nha squad.

## Bảng B

### Pháp
Huấn luyện viên:  Guy Ferrier
| Số | Vt | Cầu thủ             | Ngày sinh (tuổi)            | Số trận | Câu lạc bộ          |
| -- | -- | ------------------- | --------------------------- | ------- | ------------------- |
| 1  | TM | Johann Carrasso     | 7 tháng 5, 1988 (19 tuổi)   |         | Montpellier         |
| 2  | HV | William Vainqueur   | 19 tháng 11, 1988 (18 tuổi) |         | Nantes              |
| 3  | HV | Paul Baysse         | 18 tháng 5, 1988 (19 tuổi)  |         | Sedan               |
| 4  | HV | Garry Bocaly        | 19 tháng 4, 1988 (19 tuổi)  |         | Libourne            |
| 5  | HV | Guillaume Borne     | 12 tháng 10, 1988 (18 tuổi) |         | Rennes              |
| 6  | HV | Jean-Alain Fanchone | 2 tháng 9, 1988 (18 tuổi)   |         | Strasbourg          |
| 7  | TĐ | Étienne Capoue      | 11 tháng 7, 1988 (19 tuổi)  |         | Toulouse            |
| 8  | TV | Malaury Martin      | 25 tháng 8, 1988 (18 tuổi)  |         | Monaco              |
| 9  | TĐ | Rudy Gestede        | 10 tháng 10, 1988 (18 tuổi) |         | Metz                |
| 10 | TV | Bakary Sako         | 26 tháng 4, 1988 (19 tuổi)  |         | Châteauroux         |
| 11 | TĐ | Steve Pinau         | 11 tháng 3, 1988 (19 tuổi)  |         | Monaco              |
| 12 | TĐ | Frédéric Nimani     | 8 tháng 10, 1988 (18 tuổi)  |         | Monaco              |
| 13 | TV | Granddi Ngoyi       | 17 tháng 5, 1988 (19 tuổi)  |         | Paris Saint-Germain |
| 14 | TĐ | Kevin Monnet-Paquet | 19 tháng 8, 1988 (18 tuổi)  |         | Lens                |
| 15 | TV | Damien Plessis      | 5 tháng 3, 1988 (19 tuổi)   |         | Liverpool           |
| 16 | TM | Simon Pontdemé      | 4 tháng 5, 1988 (19 tuổi)   |         | Niort               |
| 17 | TV | Quentin Othon       | 27 tháng 3, 1988 (19 tuổi)  |         | Strasbourg          |
| 18 | HV | Jean-Yves M'voto    | 6 tháng 9, 1988 (18 tuổi)   |         | Paris Saint-Germain |

### Đức
Huấn luyện viên:  Frank Engel
| Số | Vt | Cầu thủ            | Ngày sinh (tuổi)            | Số trận | Câu lạc bộ       |
| -- | -- | ------------------ | --------------------------- | ------- | ---------------- |
| 1  | TM | Martin Männel      | 16 tháng 3, 1988 (19 tuổi)  |         | Energie Cottbus  |
| 2  | TV | Daniel Schwaab     | 28 tháng 8, 1988 (18 tuổi)  |         | SC Freiburg      |
| 3  | HV | Arne Feick         | 1 tháng 4, 1988 (19 tuổi)   |         | Energie Cottbus  |
| 4  | TV | Benedikt Höwedes   | 22 tháng 2, 1988 (19 tuổi)  |         | Schalke 04       |
| 5  | HV | Alexander Eberlein | 14 tháng 1, 1988 (19 tuổi)  |         | 1860 München     |
| 6  | TV | Sergej Evljuskin   | 4 tháng 1, 1988 (19 tuổi)   |         | VfL Wolfsburg    |
| 7  | HV | Jérôme Boateng     | 3 tháng 9, 1988 (18 tuổi)   |         | Hertha BSC       |
| 8  | TĐ | Sidney Sam         | 31 tháng 1, 1988 (19 tuổi)  |         | Hamburger SV     |
| 9  | TĐ | Dennis Schmidt     | 18 tháng 4, 1988 (19 tuổi)  |         | Bayer Leverkusen |
| 10 | TV | Änis Ben-Hatira    | 18 tháng 7, 1988 (18 tuổi)  |         | Hamburger SV     |
| 11 | TV | Max Kruse          | 19 tháng 3, 1988 (19 tuổi)  |         | Werder Bremen    |
| 12 | TM | Ralf Fährmann      | 27 tháng 9, 1988 (18 tuổi)  |         | Schalke 04       |
| 13 | TV | Manuel Konrad      | 14 tháng 4, 1988 (19 tuổi)  |         | SC Freiburg      |
| 14 | TĐ | Sebastian Tyrala   | 22 tháng 2, 1988 (19 tuổi)  |         | BoNga Dortmund   |
| 15 | HV | Christian Sauter   | 11 tháng 2, 1988 (19 tuổi)  |         | VfB Stuttgart    |
| 16 | TĐ | Nils Petersen      | 6 tháng 12, 1988 (18 tuổi)  |         | Carl Zeiss Jena  |
| 17 | TĐ | Mesut Özil         | 15 tháng 10, 1988 (18 tuổi) |         | Schalke 04       |
| 18 | HV | Kim Falkenberg     | 10 tháng 4, 1988 (19 tuổi)  |         | Bayer Leverkusen |

### Nga
Huấn luyện viên:  Ravil Sabitov
| Số | Vt | Cầu thủ           | Ngày sinh (tuổi)            | Số trận | Câu lạc bộ                    |
| -- | -- | ----------------- | --------------------------- | ------- | ----------------------------- |
| 1  | TM | Sergei Borodin    | 19 tháng 10, 1988 (18 tuổi) |         | Krylia Sovetov Dimitrovgrad   |
| 2  | HV | Artyom Pershin    | 6 tháng 2, 1988 (19 tuổi)   |         | Lokomotiv Moscow              |
| 3  | HV | Ruslan Kambolov   | 1 tháng 4, 1988 (19 tuổi)   |         | Lokomotiv Moscow              |
| 4  | TV | Rushan Khasyanov  | 27 tháng 1, 1988 (19 tuổi)  |         | Dynamo Moscow                 |
| 5  | HV | Sergei Golyatkin  | 4 tháng 5, 1988 (19 tuổi)   |         | Vityaz Podolsk                |
| 6  | HV | Andrei Kuznetsov  | 4 tháng 1, 1988 (19 tuổi)   |         | Lokomotiv Moscow              |
| 7  | TV | Ruslan Balov      | 3 tháng 9, 1988 (18 tuổi)   |         | Spartak Nalchik               |
| 8  | TĐ | Vladimir Dyadyun  | 27 tháng 9, 1988 (18 tuổi)  |         | Rubin Kazan                   |
| 9  | TV | Kirill Kurochkin  | 30 tháng 1, 1988 (19 tuổi)  |         | Mordovia Saransk              |
| 10 | TĐ | Artyom Dzyuba     | 18 tháng 7, 1988 (18 tuổi)  |         | Spartak Moskva                |
| 11 | TV | Pavel Mamaev      | 19 tháng 3, 1988 (19 tuổi)  |         | CSKA Moscow                   |
| 12 | TM | Sergei Pesyakov   | 16 tháng 12, 1988 (18 tuổi) |         | Tekstilshchik-Telekom Ivanovo |
| 13 | HV | Valeri Sokolov    | 14 tháng 4, 1988 (19 tuổi)  |         | Saturn Moscow Oblast          |
| 14 | TV | Igor Smolnikov    | 22 tháng 2, 1988 (19 tuổi)  |         | Lokomotiv Moscow              |
| 15 | TĐ | Maksim Andreyev   | 19 tháng 1, 1988 (19 tuổi)  |         | Zenit Saint Petersburg        |
| 16 | TĐ | Aleksandr Salugin | 6 tháng 12, 1988 (18 tuổi)  |         | CSKA Moscow                   |
| 17 | HV | Andrei Ivanov     | 15 tháng 10, 1988 (18 tuổi) |         | Spartak Moskva                |
| 18 | TĐ | Nikita Andreyev   | 22 tháng 9, 1988 (18 tuổi)  |         | Levadia                       |

### Serbia
Huấn luyện viên:  Zvonko Živković
| Số | Vt | Cầu thủ               | Ngày sinh (tuổi)            | Số trận | Câu lạc bộ        |
| -- | -- | --------------------- | --------------------------- | ------- | ----------------- |
| 1  | TM | Branislav Danilović   | 24 tháng 6, 1988 (19 tuổi)  |         | Rad               |
| 2  | HV | Nenad Adamović        | 12 tháng 1, 1989 (18 tuổi)  |         | Teleoptik         |
| 3  | HV | Nemanja Zlatković     | 21 tháng 8, 1988 (18 tuổi)  |         | Zemun             |
| 4  | HV | Miloš Karišik         | 27 tháng 11, 1988 (18 tuổi) |         | Teleoptik         |
| 5  | HV | Jagoš Vuković         | 21 tháng 8, 1988 (18 tuổi)  |         | Rad               |
| 6  | HV | Nikola Gulan          | 23 tháng 3, 1989 (18 tuổi)  |         | Partizan          |
| 7  | HV | Ljubomir Fejsa        | 14 tháng 8, 1988 (18 tuổi)  |         | Hajduk Kula       |
| 8  | TV | Miloš Bosančić        | 22 tháng 5, 1988 (19 tuổi)  |         | Partizan          |
| 9  | TĐ | Rodoljub Marjanović   | 21 tháng 1, 1988 (19 tuổi)  |         | Rad               |
| 10 | TĐ | Miralem Sulejmani     | 5 tháng 12, 1988 (18 tuổi)  |         | Partizan          |
| 11 | TV | Dušan Tadić           | 20 tháng 11, 1988 (18 tuổi) |         | Vojvodina         |
| 12 | TM | Živko Živković        | 14 tháng 4, 1989 (18 tuổi)  |         | Teleoptik         |
| 13 | HV | Zoran Milovac         | 29 tháng 10, 1988 (18 tuổi) |         | OFK Beograd       |
| 14 | HV | Ivan Radovanović      | 29 tháng 8, 1988 (18 tuổi)  |         | Partizan          |
| 15 | TV | Dragomir Vukobratović | 12 tháng 5, 1988 (19 tuổi)  |         | Voždovac          |
| 16 | TĐ | Miloš Živanović       | 11 tháng 6, 1988 (19 tuổi)  |         | Partizan          |
| 17 | TV | Nenad Srećković       | 11 tháng 4, 1988 (19 tuổi)  |         | Red Star Belgrade |
| 18 | TĐ | Nenad Marinković      | 28 tháng 9, 1988 (18 tuổi)  |         | Partizan          |